# Kinta (Maleisië)
Kinta is een district in de Maleisische deelstaat Perak.
Het district telt 768.000 inwoners op een oppervlakte van 2000 km².